# إميكويمود
الاميكويمود هي وصفة طبية تأثر على جهاز المناعة في جسم الإنسان وتستخدم لعلاج الثؤلول التناسلي وسرطان الخلايا القاعدية والتقرن الشعاعي. تم اكتشاف هذه المادة في القسم الصيدلاني لشركة ثري إم وفي العام 1997 استطاعت الشركة ان تحصل على موافقة إدارة الغذاء والدواء الأمريكية ليباع في الاسواق بالاسم التجاري الدارا (بالانكليزية: Aldara).

## الاعراض الجانبية
الاعراض الجانبية لل إميكويمود هي موضعيه مثل الشعور بالحرقة واحمرار الجلد وتيبس الجلد والحكة وتقشر الجلد واعراض عامة مثل ارتفاع درجه الحرارة في الجسم والإرهاق والصداع.
يجب ان لا يعطى الامكويمود للاشخاص الذين يتعاطون ادوية تثبيط المناعة بعد إجراء عملية زراعة عضو في الجسم.